# Keera longipalpis
Keera longipalpis is een spinnensoort uit de familie Desidae. De soort komt voor in New South Wales.